# Marcha de la Patria Joven
La Marcha de la Patria Joven fue una caminata masiva que se realizó en Chile desde el 21 de mayo de 1964 hasta el 21 de junio del mismo año, como manifestación de apoyo a la candidatura presidencial de Eduardo Frei Montalva en la elección de dicho año. Reuniendo alrededor de 300 mil participantes a lo largo de su trayecto, es considerado como uno de los momentos cúlmines de su campaña.

## Desarrollo
La marcha se inició en Arica a las 21:20 del 21 de mayo de 1964, encabezada por el diputado Patricio Hurtado Pereira y con una columna denominada «Roto Chileno». Se estableció un sistema de relevos cada 10 kilómetros, que haría que las columnas de caminantes pudieran descansar al llegar a distintas ciudades, además de ir acompañados de vehículos de primeros auxilios. El recorrido de la Marcha de la Patria Joven fue transmitido por Radio Minería y se utilizó como himno la canción «Sol de septiembre», escrita por Miguel Arteche y Juan Amenábar.
La columna «Cruz del Sur» partió desde Puerto Montt el 2 de junio de 1964, llegando dos días después a Frutillar. La columna salió desde Concepción el 14 de junio, pasando posteriormente por las ciudades de Chillán (15 de junio), San Carlos (15 de junio), Parral (16 de junio), Linares (16 de junio) y San Javier (17 de junio).
El 14 de junio se dio inicio a una tercera columna de caminantes, denominada «Cóndor Chileno», que partió desde el Cristo Redentor de los Andes, dirigiéndose hacia Juncal, Río Blanco, Río Colorado y Los Andes.
El acto final de la Marcha de la Patria Joven fue una gran concentración en el entonces Parque Cousiño (actualmente Parque O'Higgins) el 21 de junio de 1964 en muestra de apoyo a la candidatura de Frei, quien realizó ese día uno de sus más recordados discursos, dirigido a la juventud reunida en esa plaza.